# Arithmomètre d'Odhner

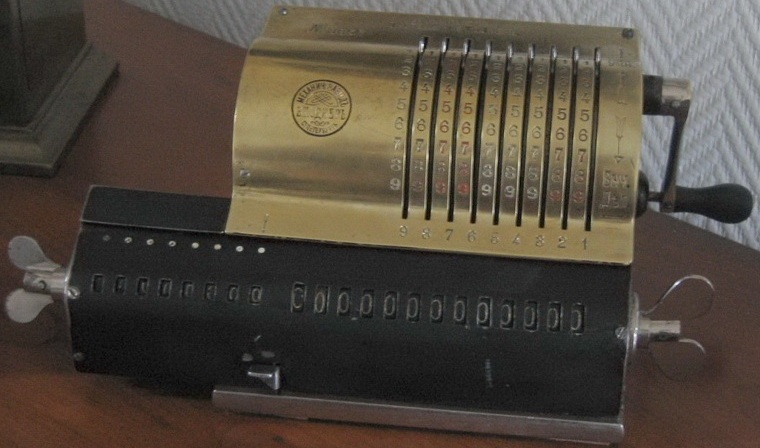
Une machine construite sous la direction de W.T. Odhner à Saint-Pétersbourg vers la fin du XIXe siècle

L'arithmomètre d'Odhner est une machine à calculer à addition et soustraction directes et qui permet de multiplier et de diviser rapidement grâce à une platine de résultat mobile. Inventé en Russie en 1873 par Willgodt Theophil Odhner (en), un immigrant suédois, ingénieur et entrepreneur, il deviendra extrêmement populaire au XXe siècle.
Sa production industrielle commence officiellement en 1890, à Saint-Pétersbourg, et n'y dure que trente ans, car la compagnie est nationalisée au début de la révolution russe en 1917, et ferme définitivement ses portes en 1918.  

## Fonctionnement

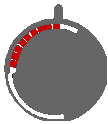
Un secteur de tambour utilisé dans la fabrication des arithmomètres d'Odhner.

L'arithmomètre d'Odhner fonctionne grâce à une pièce clé : le secteur de tambour (aussi appelée "roue à goujon"). Ce secteur est composé de dix pièces : neuf « picots » (rouges) et une partie importante avec le curseur (grise). Quand on bougeait le curseur, les picots montaient ou descendaient en fonction du nombre choisi.

## Développement
Odhner eut l'idée de sa machine alors qu'il réparait un arithmomètre en 1871 (l'arithmomètre était le seul calculateur mécanique commercialisé à l'époque). Il décida de remplacer les cylindres de Leibniz qui rendaient la machine lourde et encombrante, par des roues à nombre variable de dents, qui étaient plus légères et beaucoup plus compactes. En gardant le même mode opératoire, il en assura un succès immédiat.
Odhner finit son premier prototype en 1873. En 1876, il construit 14 machines pour Ludvig Nobel, son employeur d'alors. Il achèvera ces exemplaires en 1877. Il dépose des brevets d'invention en Europe et aux États-Unis entre 1878-1879 et un nouveau brevet en 1890. Il commence la production industrielle de son arithmomètre en 1890. 
En 1891, il décide d'étendre la production de sa machine en Allemagne mais il doit s'en séparer un an plus tard, en 1892, car les distances s'avèrent trop importantes pour l'époque. Le nouveau propriétaire, Grimme, Natalis & Co, commence la production à Brunswick et vend la machine sous le nom Brunsviga (qui est le nom en latin de Brunswick).
Après la mort d'Odhner en 1905, ses fils Alexander et Georg et son beau-fils Karl Siewert continuent la production et, en tout, 23 000 machines seront construites. La compagnie est nationalisée au début de la révolution russe et elle fermera définitivement ses portes en 1918. 

Machines à calculer de bureau en production au XIXe siècle.

## Héritage et héritiers

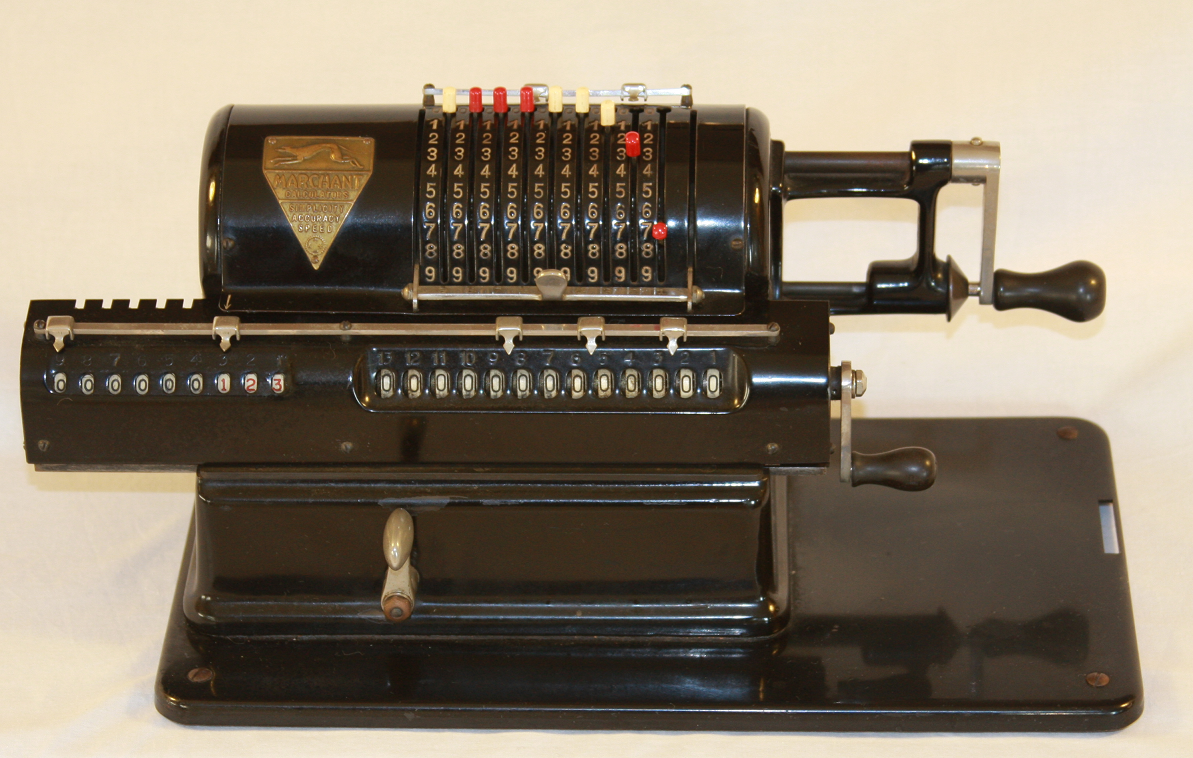
Un descendant de l'arithmomètre d'Odhner produit vers 1950.

### Les fabrications russes
En 1924, le gouvernement russe déménage ce qui reste de l'usine de Saint-Pétersbourg à Moscou et reprend la production de la machine sous le nom de Felix Arithmometer. La production de l'arithmomètre Felix cumulera 300 000 machines produites en 1969.

### Les fabrications suédoises

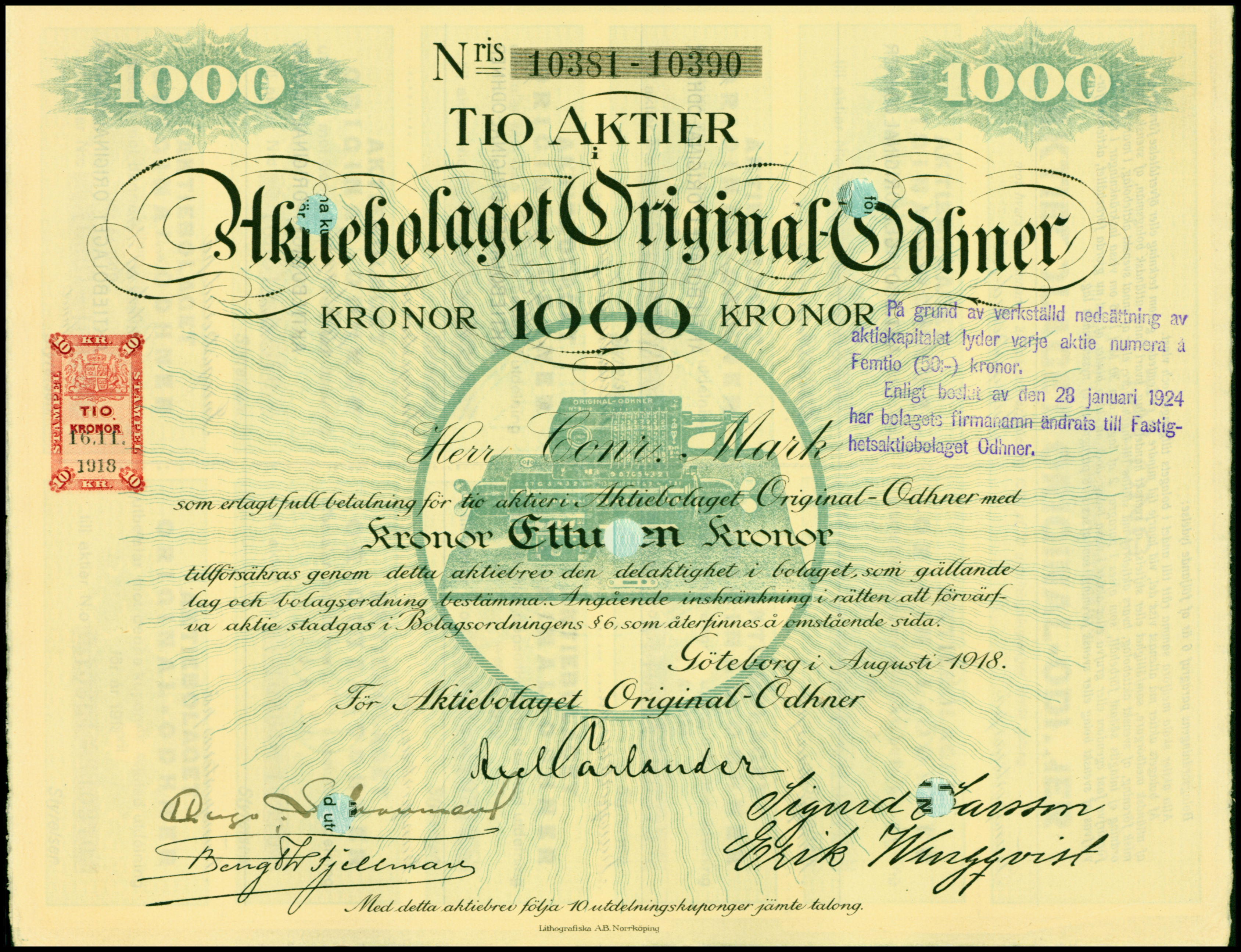
Action de l'AB Original-Odhner en date d'août 1918.

Vers la fin de 1917, la famille Odhner retourne en Suède et son fils Alexandre ouvre à Göteborg une usine AB Original-Odhner (sv) qui poursuit les fabrications. Après la mort d'Alexandre, la société sera vendue à Atvidaberg Industries en 1942 (constructeur de machines à calculer Facit). Elle conserve son nom et ses produits conservent la marque Original-Odhner en raison de la formidable réputation de fiabilité de ces machines. 
En 1964, la millionième machine Odhner est fabriquée. Puis en 1965, la société AB Original-Odhner fusionne avec Facit. Les machines à calculer issues des équipes Odhner conservent la marque Odhner.

### Les copies
L'arithmomètre d'Odhner fut copié, construit et vendu par de nombreuses compagnies dans le monde entier. En France, il y a Dactyle, en Allemagne il y a Thales, Triumphator, Walther et Brunsviga. En Angleterre il y a Britannic et Muldivo. En Suède Multo, Facit. En Italie Imca. En Russie Felix, au Japon, Tiger et Busicom, une petite compagnie de calculateurs qui s'est rendue célèbre car Intel a créé le premier microprocesseur (l'intel 4004) accidentellement en développant un de leurs calculateurs en 1970.